# 瓦尔韦尔迪 (阿尔凡德加-达菲)
瓦尔韦尔迪是葡萄牙布拉干萨区的一个堂区。总面积10平方公里，总人口161人，人口密度16.1人/平方公里。